# West Rudham
West Rudham är en civil parish i Storbritannien.   Den ligger i grevskapet Norfolk och riksdelen England, i den sydöstra delen av landet, 150 km norr om huvudstaden London.